# Zwarte rietprachtmot
De zwarte rietprachtmot (Cosmopterix scribaiella) is een vlinder uit de familie prachtmotten (Cosmopterigidae). De wetenschappelijke naam is voor het eerst geldig gepubliceerd in 1850 door Zeller.
De soort komt voor in Europa.